# Ezenwa Otorogu
Ezenwa Otorogu né le 13 avril 1987, est un footballeur nigérian.

## Carrière en clubs
- 2007-2009 : Enyimba FC ( Nigeria)
- 2009-2010 : Club africain ( Tunisie)
- 2010-2011 : Orlando Pirates ( Afrique du Sud)
- 2011-2013 : Bloemfontein Celtic Football Club

## Palmarès
- Coupe nord-africaine des clubs champions :
  - Vainqueur : 2009